# 1992年の日本シリーズ
1992年の日本シリーズ（1992ねんのにっぽんシリーズ、1992ねんのにほんシリーズ）は、1992年10月17日から10月26日まで行われたセ・リーグ優勝チームのヤクルトスワローズとパ・リーグ優勝チームの西武ライオンズによるプロ野球日本選手権シリーズである。

## 概要
西武ライオンズとヤクルトスワローズの日本シリーズはともに前身球団時代を含め史上初だった。
森祇晶監督率いる西武ライオンズと野村克也監督率いるヤクルトスワローズの対決となった1992年の日本シリーズは、西武が4勝3敗で勝利し、3年連続11度目の日本一（西鉄時代を含む。西武では8度目）。
両監督は、ともに現役時代の守備位置が捕手であり、現役時代からたびたび野球論を交わしていたこともあり、当人同士、強い意識をもって臨んでいた。また、プロ野球ファンからも日本シリーズ「史上最高傑作」などと呼ばれている。
2位に大差を付けて早々と3年連続の優勝を決めた西武に対し、ヤクルトは4球団が優勝を争う大混戦をシリーズ開幕の1週間前に辛うじて制しての優勝であった。このため、戦前の予想は圧倒的に「西武有利」「ヤクルト劣勢」であったが、シリーズ7試合中4試合が延長戦で、西武が王手をかけた後の第5戦から残り3試合すべて延長戦という熱戦となった。
森自身、西武の監督退任後の自著でこのシリーズを「このときほど先の見えない厳しい戦いを強いられたことはなかった」「冷静になって振り返ると、明暗を分けたのは（飯田哲也の足を封じるなど）ディフェンスの差だったかもしれない」などと振り返っている。
なお、明治神宮野球場での日本シリーズは1962年（当時は東映フライヤーズが本拠地としていた）以来30年ぶりだったが、ヤクルトの主管では初めての開催となった。これはヤクルトが球団史上初めてリーグ優勝した1978年は東京六大学野球との日程の調整がつかず後楽園球場で代替開催したためだったが、本シリーズも当初は東京六大学側との交渉が難航し、一時は東京ドームでの代替開催も検討された。だが最終的には東京六大学側がナイトゲームでの開催を承諾したため、神宮球場でのヤクルト戦開催が決まった。それらの事情から日本シリーズとしては異例の12時30分の試合開始となった。一方、六大学野球の試合は日本シリーズを見た後にそのまま残って見た観客もいたため、普段よりはるかに多い観客の中で行われた。表彰式が終了し、両チームの選手が引き上げる中、大学生の選手がウォーミングアップ開始するという珍しい光景が見られた。
シリーズ開始前は森、野村両監督の舌戦が話題となった。シリーズも互いの策が火花を散らすこととなり「狸と狐の化かし合い」という声もあった。野村は「俺は中小企業の社長、森は大企業の中間管理職」「初めの勝ちは、嘘の勝ち」などの名言を残した。
なお、この年を最後に同一球団の日本シリーズ連覇は2015年に福岡ソフトバンクホークスが2連覇を達成するまで23年間無かった。また、この日本シリーズ連覇は20世紀最後の記録となった。第7戦終了後の未明に貴花田と宮沢りえの婚約が発表されたため、主要スポーツ紙の大半はこのニュースを一面にした。

## 試合結果
| 日付                                  | 試合   | ビジター球団（先攻） | スコア   | ホーム球団（後攻） | 開催球場           |
| ------------------------------------- | ------ | -------------------- | -------- | ------------------ | ------------------ |
| 10月17日（土）                        | 第1戦  | 西武ライオンズ       | 3 - 7x   | ヤクルトスワローズ | 明治神宮野球場     |
| 10月18日（日）                        | 第2戦  | 西武ライオンズ       | 2 - 0    | ヤクルトスワローズ | 明治神宮野球場     |
| 10月19日（月）                        | 移動日 | 移動日               | 移動日   | 移動日             | 移動日             |
| 10月20日（火）                        | 第3戦  | 雨天中止             | 雨天中止 | 雨天中止           | 西武ライオンズ球場 |
| 10月21日（水）                        | 第3戦  | ヤクルトスワローズ   | 1 - 6    | 西武ライオンズ     | 西武ライオンズ球場 |
| 10月22日（木）                        | 第4戦  | ヤクルトスワローズ   | 0 - 1    | 西武ライオンズ     | 西武ライオンズ球場 |
| 10月23日（金）                        | 第5戦  | ヤクルトスワローズ   | 7 - 6    | 西武ライオンズ     | 西武ライオンズ球場 |
| 10月24日（土）                        | 移動日 | 移動日               | 移動日   | 移動日             | 移動日             |
| 10月25日（日）                        | 第6戦  | 西武ライオンズ       | 7 - 8x   | ヤクルトスワローズ | 明治神宮野球場     |
| 10月26日（月）                        | 第7戦  | 西武ライオンズ       | 2 - 1    | ヤクルトスワローズ | 明治神宮野球場     |
| 優勝：西武ライオンズ（3年連続11回目） |        |                      |          |                    |                    |

### 第1戦
○ヤクルト 7-3 西武● (明治神宮野球場)
|          | 1 | 2 | 3 | 4 | 5 | 6 | 7 | 8 | 9 | 10 | 11 | 12 | R | H  | E |
| -------- | - | - | - | - | - | - | - | - | - | -- | -- | -- | - | -- | - |
| 西武     | 0 | 1 | 0 | 0 | 0 | 0 | 1 | 0 | 1 | 0  | 0  | 0  | 3 | 10 | 0 |
| ヤクルト | 0 | 0 | 2 | 0 | 0 | 1 | 0 | 0 | 0 | 0  | 0  | 4x | 7 | 14 | 0 |

1. (ヤクルト1勝0敗)
2. 西：渡辺久 (7回) - 潮崎 (2回) - ●鹿取 (2回 1/3)
3. ヤ：○岡林 (12回)
4. 勝利：岡林 (1勝)
5. 敗戦：鹿取 (1敗)
6. 本塁打
西：デストラーデ1号 (2回1点・岡林)、2号 (7回2点・岡林)
ヤ：古田1号 (6回1点・渡辺久)、杉浦1号 (12回満塁サヨナラ・鹿取)
7. 審判
［球審］小林毅
［塁審］藤本・井野・前川
［外審］谷・寺本
8. 開始：12時33分　有料入場者：34,767人

先発はヤクルトがエースの岡林洋一、西武は渡辺久信。西武が2回表にオレステス・デストラーデの1号ソロ本塁打で先制。デストラーデは3年連続日本シリーズ初打席で本塁打を記録する。ヤクルトは3回裏、先頭の笘篠賢治が右前安打、一死から飯田哲也の適時二塁打で同点に追いつき、続く荒井幸雄の安打で走者の飯田が捕手伊東勤のタッチを巧妙に掻い潜るスライディングで生還し、2-1と逆転に成功した。6回裏には古田敦也の1号ソロ本塁打で追加点。しかし西武は7回表にデストラーデのこの試合2本目となる2号ソロ本塁打で1点差に迫ると、9回表に一死から清原和博、デストラーデの連続安打で一死一・三塁とし、石毛宏典の右翼への犠牲フライで三塁ランナーの清原が古田を突き飛ばさんばかりのスライディングで生還し、3-3の同点に追いついた。試合は延長戦に入る。
西武は8回から潮崎哲也が登板して2イニングをゼロに抑え、延長10回裏からは鹿取義隆が登板。これに対し、ヤクルトは先発の岡林が延長戦突入後も続投した。
ヤクルトは12回裏、この回3イニング目となる鹿取を攻め、先頭の秦真司が二塁打で出塁し、続く笘篠の敬遠、岡林の代打角富士夫がバント失敗のあと飯田の遊撃内野安打で一死満塁の好機を作る。ここで野村監督は土橋勝征の打順で杉浦享を代打に起用する。杉浦はツーストライクと追い込まれるが、続く鹿取の3球目を右翼席へ日本シリーズ史上初のサヨナラ満塁本塁打となる1号本塁打を放ち、ヤクルトが7-3で勝利した。岡林は161球を投げ、12回を完投。
なお、杉浦は、当初同年限りでの引退を決意していたが、シリーズ終了後に野村監督からの強い慰留を受け、引退を撤回し現役続行を決めた (杉浦は翌年、チーム15年ぶりの日本一を花道に引退)。
公式記録関係 (日本野球機構ページ)

### 第2戦
●ヤクルト 0-2 西武○ (明治神宮野球場)
|          | 1 | 2 | 3 | 4 | 5 | 6 | 7 | 8 | 9 | R | H | E |
| -------- | - | - | - | - | - | - | - | - | - | - | - | - |
| 西武     | 0 | 0 | 0 | 0 | 0 | 2 | 0 | 0 | 0 | 2 | 8 | 0 |
| ヤクルト | 0 | 0 | 0 | 0 | 0 | 0 | 0 | 0 | 0 | 0 | 3 | 1 |

1. (ヤクルト1勝1敗)
2. 西：○郭 (6回 1/3) - S潮崎 (2回 2/3)
3. ヤ：●荒木 (6回) - 伊東 (2回) - 金沢 (1回)
4. 勝利：郭 (1勝)
5. セーブ：潮崎 (1S)
6. 敗戦：荒木 (1敗)
7. 本塁打
西：清原1号 (6回2点・荒木)
8. 審判
［球審］寺本
［塁審］谷・藤本・井野
［外審］友寄・五十嵐
9. 開始：12時33分　有料入場者：35,876人

先発はヤクルトが荒木大輔、西武は郭泰源。5回まで両投手による投手戦が展開された。均衡が破れたのは6回表、西武が一死から秋山幸二が中前安打の後、清原が荒木のカーブを左翼席最前列へ1号2点本塁打を放ち、西武が2-0と先行した。郭は完封ペースの投球を続けたが、7回裏に先頭のハウエルの打球を右手に当て降板。潮崎哲也がリリーフとして登板し二死一、二塁のピンチを招いたが、笘篠賢を三振に打ち取り無失点で切り抜けた。潮崎が最後まで投げヤクルト打線を0点に抑え、西武が2-0で完封勝利。
公式記録関係 (日本野球機構ページ)

### 第3戦
○西武 6-1 ヤクルト● (西武ライオンズ球場)
|          | 1 | 2 | 3 | 4 | 5 | 6 | 7 | 8 | 9 | R | H  | E |
| -------- | - | - | - | - | - | - | - | - | - | - | -- | - |
| ヤクルト | 0 | 0 | 0 | 0 | 0 | 0 | 1 | 0 | 0 | 1 | 5  | 0 |
| 西武     | 0 | 0 | 0 | 2 | 0 | 0 | 0 | 4 | × | 6 | 11 | 0 |

1. (西武2勝1敗)
2. ヤ：●石井一 (3回 1/3) - 金沢 (4回 1/3) - 伊東 (1/3回)
3. 西：○石井丈 (9回)
4. 勝利：石井丈 (1勝)
5. 敗戦：石井一 (1敗)
6. 本塁打
ヤ：広沢克1号 (7回1点・石井丈)
7. 審判
［球審］友寄
［塁審］五十嵐・谷・藤本
［外審］小林毅・前川
8. 開始：13時4分　有料入場者：31,370人

10月20日開催予定の第3戦は雨のため中止となり、翌21日に順延された。先発はヤクルトが石井一久。西武は石井丈裕。ヤクルトは指名打者に第1戦でサヨナラ満塁本塁打を打った杉浦を起用した。
西武は4回裏、先頭の秋山が中前安打、一死後からデストラーデ、石毛の連続適時二塁打で2点を先行し、石井一をマウンドから引き摺り下ろした。6回まで石井丈に2安打に抑えられていたヤクルトは7回表、広沢克己の1号ソロ本塁打で1点を返す。
西武は8回裏、石井一を救援して好投を続けてきた金沢次男を攻め先頭の平野謙が中前安打、秋山の犠打で清原の三塁内野安打で一死一・二塁とし、続くデストラーデが中前安打を放つも二塁走者の平野が中堅の飯田からの好返球で本塁で刺された。ここでヤクルトは金沢から伊東昭光へ継投する。しかし石毛がその代わり端にストレートの四球で歩いて二死満塁と好機を広げると、続く大塚光二の死球で押し出し、さらに伊東勤2点適時打、奈良原浩の適時打で勝負をこの回4点を挙げた。
石井丈は9回表、無死二塁のピンチを招くが後続を断ち、1失点で完投勝利。西武が6-1で勝利し、2勝1敗と先行した。ヤクルトは石井丈の前に5安打と打線が沈黙、特にハウエルは1試合4三振、第2戦の最終打席から通算で5打席連続三振の日本シリーズワースト記録を作ってしまった。
公式記録関係 (日本野球機構ページ)

### 第4戦
○西武 1-0 ヤクルト● (西武ライオンズ球場)
|          | 1 | 2 | 3 | 4 | 5 | 6 | 7 | 8 | 9 | R | H | E |
| -------- | - | - | - | - | - | - | - | - | - | - | - | - |
| ヤクルト | 0 | 0 | 0 | 0 | 0 | 0 | 0 | 0 | 0 | 0 | 5 | 0 |
| 西武     | 0 | 0 | 0 | 1 | 0 | 0 | 0 | 0 | × | 1 | 4 | 1 |

1. (西武3勝1敗)
2. ヤ：●岡林 (8回)
3. 西：渡辺智 (2回 1/3) - ○鹿取 (5回 2/3) - S潮崎 (1回)
4. 勝利：鹿取 (1勝1敗)
5. セーブ：潮崎 (2S)
6. 敗戦：岡林 (1勝1敗)
7. 本塁打
西：秋山1号 (4回1点・岡林)
8. 審判
［球審］前川
［塁審］小林毅・五十嵐・谷
［外審］寺本・井野
9. 開始：13時3分　有料入場者：31,457人

先発は西武が渡辺智男、ヤクルトが岡林。ヤクルトは2回表、ハウエル、杉浦の連続四球で無死一・二塁とするが、続く池山隆寛のバントが渡辺智の正面を突いて併殺となり、好機を潰した。3回表も先頭の笘篠賢が三塁失策で出塁も、飯田の打席で二塁盗塁に失敗。だが飯田が四球、荒井の右前安打で一死一・三塁とするが、ここで西武は先発の渡辺智を早々と諦め、鹿取へ継投。その鹿取は古田、広沢を打ち取り、無失点に切り抜けた。
西武は4回裏、一死から秋山の1号本塁打で1点を先制した。2番手の鹿取が3回途中から8回までを無失点で抑える、9回表からは3番手の潮崎が登板しハウエル、杉浦、池山と3者連続三振で打ち取った。西武が1-0で勝利し、日本一に王手をかけた。ヤクルト先発・岡林が西武打線を3安打に抑え109球で完投するも、打線の援護がなく、敗戦投手となる。
公式記録関係 (日本野球機構ページ)

### 第5戦
●西武 6-7 ヤクルト○ (西武ライオンズ球場)
|          | 1 | 2 | 3 | 4 | 5 | 6 | 7 | 8 | 9 | 10 | R | H  | E |
| -------- | - | - | - | - | - | - | - | - | - | -- | - | -- | - |
| ヤクルト | 0 | 0 | 0 | 3 | 2 | 1 | 0 | 0 | 0 | 1  | 7 | 11 | 1 |
| 西武     | 0 | 0 | 0 | 0 | 0 | 5 | 1 | 0 | 0 | 0  | 6 | 11 | 0 |

1. (西武3勝2敗)
2. ヤ：高野 (5回 1/3) - 金沢 (1/3回) - ○伊東 (4回 1/3)
3. 西：渡辺久 (4回 1/3) - 小田 (1/3回) - 新谷 (1回 2/3) - ●潮崎 (3回 2/3)
4. 勝利：伊東 (1勝)
5. 敗戦：潮崎 (1敗2S)
6. 本塁打
ヤ：ハウエル1号 (4回3点・渡辺久)、池山1号 (10回1点・潮崎)
西：デストラーデ3号 (7回1点・伊東)
7. 審判
［球審］井野
［塁審］寺本・小林毅・五十嵐
［外審］友寄・藤本
8. 開始：13時3分　有料入場者：31,489人

西武の先発は渡辺久、ヤクルトの先発は3戦目先発予定からスライドをさせた高野光。後のないヤクルトは二塁手を笘篠賢からジョニー・パリデスへ、右翼手を秦から橋上へ、指名打者を杉浦から秦へ変更。杉浦を代打要員とした。
ヤクルトは4回表、不振のハウエルがシリーズ初本塁打となる1号3点本塁打を放って先制すると、5回表古田の二点適時打、6回表飯田の適時打で6-0とリードを広げた。しかし西武は6回裏、3つの四死球で一死満塁とすると、高野に代わって登板した金沢から大塚、伊東の代打・森博幸、田辺徳雄の3連打と、二死後から平野謙の適時打で、5-6と1点差に迫る。ヤクルトはこの回3人目となる伊東が登板し、伊東は秋山に対し四球を与え二死満塁とピンチを広げるも、清原をサードフライに打ち取った。
そして7回裏、西武は先頭打者のデストラーデの3号ソロ本塁打で6-6の同点に追いつく。なおも一死から大塚の右前安打、大宮龍男の犠打で二死二塁と好機を作るも、鈴木健の右翼ファウルゾーンへの打球を右翼手柳田浩一がフェンスに激突しながら好捕し、無失点で切り抜けた。
試合は今シリーズ2度目の延長戦に突入する。ヤクルトは10回表、先頭の池山隆寛が西武の4番手・潮崎から1号ソロ本塁打を放ち、7-6と勝ち越し。6回裏途中から登板した伊東は7回同点を許したものの、8回裏からは一人の走者も許さずに抑え、ヤクルトが勝利した。
公式記録関係 (日本野球機構ページ)

### 第6戦
○ヤクルト 8-7 西武● (明治神宮野球場)
|          | 1 | 2 | 3 | 4 | 5 | 6 | 7 | 8 | 9 | 10 | R | H  | E |
| -------- | - | - | - | - | - | - | - | - | - | -- | - | -- | - |
| 西武     | 0 | 1 | 0 | 2 | 0 | 3 | 0 | 0 | 1 | 0  | 7 | 6  | 0 |
| ヤクルト | 0 | 0 | 2 | 2 | 0 | 1 | 2 | 0 | 0 | 1x | 8 | 14 | 1 |

1. (ヤクルト3勝3敗)
2. 西：工藤 (2回 1/3) - 渡辺久 (1回) - 小田 (1/3回) - 新谷 (1回 1/3) - 鹿取 (3回) - ●潮崎 (1回 1/3)
3. ヤ：荒木 (4回) - 石井一 (1/3回) - 金沢 (1回 2/3) - ○伊東 (4回)
4. 勝利：伊東 (2勝)
5. 敗戦：潮崎 (2敗2S)
6. 本塁打
西：石毛1号 (4回2点・荒木)、鈴木健1号 (6回3点・金沢)
ヤ：橋上1号 (3回1点・工藤)、池山2号 (4回2点・渡辺久)、ハウエル2号 (7回1点・鹿取)、秦1号 (10回サヨナラ・潮崎)
7. 審判
［球審］藤本
［塁審］友寄・寺本・小林毅
［外審］前川・谷
8. 開始：12時33分　有料入場者：35,391人

先発はヤクルトが荒木、西武はシリーズ初登板となる工藤公康。工藤は左ふくらはぎを痛めていたが首脳陣に「いけるところまで」とこの日の先発を志願した。
西武が2回表に工藤の遊ゴロ併殺崩れの間に先制。ヤクルトが3回裏、橋上の1号ソロ本塁打で同点とし、安打のパリデスを荒木が送り、飯田の適時三塁打で2-1と逆転した。西武は4回表、石毛の1号2点本塁打で逆転するが、ヤクルトはその裏、池山2号2点本塁打でで4-3と逆転した。西武は5回表、代打の鈴木健の1号3点本塁打で6-4と逆転した。
ヤクルトは6回裏二死満塁の場面で代打の杉浦が鹿取から押し出し四球を選ぶと、7回裏一死からハウエルが2号本塁打を放ち同点とし、二死から橋上が左前安打で出塁して二塁盗塁、続くパリデスの中前適時打で7-6と逆転した。
ヤクルトは7回から登板した伊東が9回表も代打・森、辻を打ち取り「あと一人」とした。しかし西武は二死から大塚が四球で出塁し、続く秋山が右中間への当たり。ここで大塚が一気に本塁へ突入し土壇場で7-7の同点に追いついた。試合はシリーズ3度目の延長戦に突入したがヤクルトが10回裏、秦が潮崎から1号サヨナラ本塁打を放ち、8-7で勝利。ヤクルトは3勝3敗のタイに追いつき、最終戦までもつれることになった。
公式記録関係 (日本野球機構ページ)

### 第7戦
●ヤクルト 1-2 西武○ (明治神宮野球場)
|          | 1 | 2 | 3 | 4 | 5 | 6 | 7 | 8 | 9 | 10 | R | H | E |
| -------- | - | - | - | - | - | - | - | - | - | -- | - | - | - |
| 西武     | 0 | 0 | 0 | 0 | 0 | 0 | 1 | 0 | 0 | 1  | 2 | 8 | 1 |
| ヤクルト | 0 | 0 | 0 | 1 | 0 | 0 | 0 | 0 | 0 | 0  | 1 | 9 | 1 |

1. (西武4勝3敗)
2. 西：○石井丈 (10回)
3. ヤ：●岡林 (10回)
4. 勝利：石井丈 (2勝)
5. 敗戦：岡林 (1勝2敗)
6. 審判
［球審］谷
［塁審］前川・友寄・寺本
［外審］井野・五十嵐
7. 開始：12時33分　有料入場者：34,101人

シリーズ最終戦はヤクルト・岡林、西武・石井丈の両エースの先発となった。岡林は1・4・7戦とこのシリーズ3試合目の先発である (2021年現在日本シリーズで3試合に先発登板した最後の投手となっている)。
ヤクルトは4回裏、先頭の飯田が安部の前に落ちる幸運な二塁打で出塁。続く荒井の犠打を石井丈が一塁へ悪送球して飯田が本塁へ生還し、先取点を奪う。西武は7回表、デストラーデがパリデスの失策で出塁すると、犠打と伊東の敬遠で二死一、二塁のチャンスに投手の石井が中堅へライナーを放ち、これを飯田がグラブに掴みかけながら捕球しきれずに適時安打となって、1-1の同点に追いつく。ヤクルトもその裏、一死満塁と西武先発・石井丈を攻めるが、代打・杉浦の二塁ゴロを辻が本塁へバックホームして三塁走者の広沢が憤死、続く岡林も左飛に倒れ、勝ち越しのチャンスを潰した。
西武は8回表、大塚、秋山の連続安打で無死一・二塁の好機を作るも続く清原が初球を遊飛に倒れるなど、無失点に終わる。すると西武は8回裏の攻撃からこの三塁で先発出場した清原をベンチに下げ、遊撃の石毛が三塁に回り、遊撃には奈良原が就き、守備を固めた。
ヤクルトは7回に続いて石井丈を攻め、8回裏一死満塁の好機を作るがハウエル見逃し三振、池山遊ゴロで無得点。9回裏も二死無走者から岡林、石井の連続安打で一・二塁の好機を作るも代打の橋上が遊ゴロに倒れ、3イニング連続で好機を逃した。
そして10回表、西武は先頭の辻が二塁打で出塁すると大塚が送り、続く秋山が中堅へ犠飛を打ち上げ、遂に2-1と勝ち越した。投手コーチ森繁和はその裏、石井丈に代えて潮崎を送ることを考えたが、石井丈が続投を志願。石井丈は10回裏、古田、広沢、ハウエルとヤクルトのクリンナップを三者凡退に抑え、試合終了。西武が3年連続8回目の日本一を達成した。
公式記録関係 (日本野球機構ページ)

## 表彰選手
- 最高殊勲選手賞：石井丈裕（西）
- 敢闘賞：岡林洋一（ヤ）
- 優秀選手賞：石毛宏典（西）、秋山幸二（西）、飯田哲也（ヤ）

## テレビ・ラジオ中継

### テレビ中継
- 第1戦：10月17日
  - フジテレビ　実況：松倉悦郎　解説：関根潤三、谷沢健一　ゲスト解説：達川光男（広島を同年引退）
    - 副音声：松沼博久、尾花高夫、中井美穂

  - NHK衛星第1テレビ（中継録画）　実況：松本一路　解説：山田久志　ゲスト：ねじめ正一
- 第2戦：10月18日
  - テレビ朝日　実況：朝岡聡　解説：大下剛史 、若松勉 、東尾修  ゲスト解説：仰木彬（近鉄監督を同年辞任）、長嶋茂雄　ゲスト：宮崎緑
  - NHK衛星第1テレビ（中継録画）　実況：佐塚元章　解説：鶴岡一人　ゲスト：森田芳光
- 第3戦：10月21日
  - TBSテレビ　実況：石川顕　解説：近藤昭仁　ゲスト解説：田淵幸一（ダイエー監督を同年辞任）
  - NHK衛星第1テレビ（中継録画）実況：島村俊治 解説：鈴木啓示　ゲスト：山口瞳
- 第4戦：10月22日
  - テレビ朝日　実況：辻義就　解説：大下剛史 、若松勉 、東尾修　ゲスト解説：仰木彬
  - NHK衛星第1テレビ（生放送・中継録画）実況：西田善夫　解説：梨田昌孝　ゲスト：山本コウタロー
- 第5戦：10月23日
  - テレビ朝日　実況：石橋幸治　解説：大下剛史、若松勉、東尾修　ゲスト解説：仰木彬
  - NHK衛星第1テレビ（中継録画）　実況：高山典久　解説：川上哲治　ゲスト：海老沢泰久
- 第6戦：10月25日
  - フジテレビ　実況：福井謙二　解説：大矢明彦、田尾安志　ゲスト解説：八木沢荘六（ロッテ監督）
    - 副音声：松沼博久、尾花高夫、中井美穂

  - NHK衛星第1テレビ（中継録画）　実況：西田善夫　解説：梨田昌孝　ゲスト：山藤章二
- 第7戦：10月26日
  - テレビ朝日　
    - 実況：太田真一　解説：大下剛史、東尾修、若松勉  ゲスト解説：仰木彬
    - ≪テレビ朝日スタジオ≫進行:田畑祐一、篠田潤子
    - 放送時間:12:30 - 17:30

  - NHK衛星第1テレビ（中継録画）　実況：島村俊治　解説：広岡達朗　ゲスト：山際淳司

※当時刊行されていたテレビ情報誌では、阪神タイガースが優勝した場合の第1・2・6・7戦の放送予定が記述され、以下の各局が割り当てられていた。
- 第1戦＝朝日放送（テレビ朝日系列）
- 第2戦＝読売テレビ（日本テレビ系列）
- 第6戦＝毎日放送（TBS系列）
- 第7戦＝関西テレビ（フジテレビ系列）

※関東地区での視聴率は（ビデオリサーチ調べ）、第1戦（フジテレビ系）は28.6%。第2戦（テレビ朝日系）は28.0%。第3戦（TBS系）は16.3%。第4戦（テレビ朝日系）は14.1%。第5戦（テレビ朝日系）は16.3%。第6戦（フジテレビ系）は35.2%。第7戦（テレビ朝日系）は26.3%だった。

### ラジオ中継
- 第1戦：10月17日
  - NHKラジオ第1　実況：西田善夫　解説：鈴木啓示　ゲスト解説：高木豊（大洋）
  - TBSラジオ（JRN）　実況：林正浩　解説：山下大輔　ゲスト解説：田淵幸一
  - 文化放送（NRN）　実況：戸谷真人　解説：若松勉、東尾修　ゲスト解説：野茂英雄（近鉄）
  - ニッポン放送（NRN）　実況：山田透　解説：江本孟紀（当時はスポーツ平和党および参議院議員）ゲスト：アントニオ猪木
  - NACK5
- 第2戦：10月18日
  - NHKラジオ第1　実況：島村俊治　解説：川上哲治　ゲスト解説：田村藤夫（日本ハム）
  - TBSラジオ（JRN）実況：石川顕　解説：近藤昭仁　ゲスト解説：田淵幸一
  - 文化放送（NRN）　実況：中田秀作　解説：別所毅彦　ゲスト解説：赤堀元之（近鉄）
  - ニッポン放送（NRN）　実況：小林達彦　解説：関根潤三　ゲスト解説：落合博満（中日）
  - NACK5
- 第3戦：10月21日
  - NHKラジオ第1　実況：高山典久　解説：鈴木啓示　ゲスト解説：赤堀元之
  - TBSラジオ（JRN）　実況：林正浩　解説：張本勲、山倉和博
  - 文化放送（NRN）　解説：豊田泰光　ゲスト解説：八木沢荘六
  - ニッポン放送（NRN）　実況：栗村智　解説：大矢明彦　ゲスト解説：長嶋茂雄
  - ラジオ日本　解説：有本義明
  - NACK5　ゲスト：石森かずえ
- 第4戦：10月22日
  - NHKラジオ第1　実況：森中直樹　解説：鶴岡一人　ゲスト解説：牛島和彦（ロッテ）
  - TBSラジオ（JRN）実況：松下賢次　解説：有藤通世　ゲスト解説：田淵幸一
  - 文化放送（NRN）　解説：別所毅彦、豊田泰光
  - ニッポン放送（NRN）　実況：胡口和雄　ゲスト解説：長嶋茂雄　ゲスト：中井美穂（フジテレビ）
  - ラジオ日本　解説：村上雅則
  - NACK5　ゲスト：野田幹子
- 第5戦：10月23日
  - NHKラジオ第1　解説：広岡達朗　ゲスト解説：遠藤一彦（大洋、この年で引退）
  - TBSラジオ（JRN）実況：林正浩　解説：杉下茂　ゲスト解説：田淵幸一
  - 文化放送（NRN）　解説：別所毅彦、東尾修
  - ニッポン放送（NRN）　実況：松本秀夫　解説：関根潤三　ゲスト解説：土橋正幸（日本ハム監督を1年で退任）
  - ラジオ日本　解説：有本義明
  - NACK5　ゲスト：須藤満
- 第6戦：10月25日
  - NHKラジオ第1　実況：松本一路　ゲスト解説：柴田保光（日本ハム）
  - TBSラジオ（JRN）実況：石川顕　解説：衣笠祥雄　ゲスト解説：田淵幸一
  - 文化放送（NRN）　実況：中田秀作　解説：若松勉、東尾修
  - ニッポン放送（NRN）　実況：小野浩慈　解説：柴田勲　ゲスト解説：達川光男
  - NACK5
- 第7戦：10月26日
  - NHKラジオ第1　実況：斉藤洋一郎　解説：山田久志　ゲスト解説：大野豊（広島）
  - TBSラジオ（JRN）　実況：林正浩　解説：張本勲　ゲスト解説：田淵幸一
  - 文化放送（NRN）　実況：鈴木光裕　解説：別所毅彦、豊田泰光
  - ニッポン放送（NRN）　実況：胡口和雄　解説：田尾安志、松岡弘　
  - ラジオ日本　解説：有本義明
  - NACK5